# Man'una
Man'una (Man'una, Mą'una, Manun, Ma-o-na, Maura, Maroonar, Mau, Mą'unąka, Mą'ųra, Ma'una, Ma-una, Mâ'ûna; Earthmaker), Earthmaker je Bog Stvoritelj plemena Hochunk (Winnebago). Njegovo primarno ime Man'una i njegove varijante doslovno znače "Tvorac Zemlje", ali ponekad je poznat i pod drugim naslovima kao što su Wajaguzera (Stvoritelj ili Tvorac stvari), Wakanchank (Veliki duh), Uwashira (Gospodar). Tvorac Zemlje smatra se božanskim duhom, ali za razliku od božanstava Velikih Duhova drugih plemena Siouan, ponekad je personificiran u mitovima kod Hochunka, izravno komunicirajući s čovječanstvom. Earthmaker je povezan s duhanom, koji se smatra njegovim posebnim darom čovječanstvu.
Njegovi ostali nazivi: Maker of Things, Life-Giver, Wajaguzera, Wajanguzera, Wazagusra, Wazaguzra, Wazhakuzra, Wažągųsra, Uwashira, Ųwašira, Unwacida, Wakanchank, Wakąčąk xu, Wakon-chunk-xoo, Waxopini Xedera, Waxop'ini Xetera, Wahhahnah.